# Sardis (Georgia)
Sardis è una città degli Stati Uniti d'America, situata in Georgia, nella Contea di Burke.